# Robert McKenna
Biskup Robert Fidelis McKenna OP (ur. 8 lipca 1927, zm. 16 grudnia 2015) amerykański biskup sedeprywacjonistyczny.
W 1958 został, będąc dominikaninem, wyświęcony na kapłana w Kościele katolickim, przez Amleto Giovanni Cicognani. 22 sierpnia 1986 został wyświęcony na biskupa przez bp Guerarda des Lauriers.